# Arriba Abajo
Arriba Abajo é o segundo álbum de estúdio da dupla colombiana 123 Andrés. O álbum com repertório bilíngue, em espanhol e em inglês, teve produção executiva de Christina Sanabria. Foi premiado com o Grammy Latino na categoria Melhor Álbum Infantil do Ano.

## Faixas
1. Vamos a Cantar 01:51
2. Diez Pajaritos 03:07
3. El Danzón y el Cha Cha Chá 02:22
4. Cosquillas 02:33
5. Cielo, Suelo 02:33
6. Las Dos Vacas 02:52
7. Dame una A 01:57
8. Vuela, Vuela 02:39
9. La Semilla 02:42
10. Lunes Luna 02:55
11. Sing Now With Me 01:51
12. Ten Little Birds 03:07
13. Danzón and Cha Cha Cha 02:22
14. Tickles 02:33
15. Sky, Ground 02:33
16. The Two Cows 02:52
17. Give Me an A 01:57
18. Fly, Fly 02:39
19. The Seed 02:42
20. Monday, Moon 02:55
21. Colorín Colorado 03:14